# Чемпіонат Німеччини з хокею 1970—1971
Чемпіонат Німеччини з хокею 1971 — 54-ий чемпіонат Німеччини з хокею, чемпіоном став ХК Фюссен.

## Підсумкова таблиця
| М   | Команда          | І  | Пер | Н | Пор | Ш       | О  |
| --- | ---------------- | -- | --- | - | --- | ------- | -- |
| 1.  | ХК Фюссен        | 36 | 33  | 1 | 2   | 181:81  | 67 |
| 2.  | Дюссельдорф ЕГ   | 36 | 26  | 2 | 8   | 195:114 | 54 |
| 3.  | Бад Тельц        | 36 | 24  | 3 | 9   | 181:113 | 51 |
| 4.  | ЕВ Ландсгут      | 36 | 23  | 3 | 10  | 195:111 | 49 |
| 5.  | СК Ріссерзеє     | 36 | 19  | 4 | 13  | 143:111 | 42 |
| 6.  | ХК Аугсбург      | 36 | 12  | 3 | 21  | 135:165 | 27 |
| 7.  | Крефельдер ЕВ    | 36 | 11  | 2 | 23  | 155:179 | 24 |
| 8.  | Кауфбойрен       | 36 | 11  | 1 | 24  | 96:166  | 23 |
| 9.  | Бад-Наугайм      | 36 | 8   | 1 | 27  | 130:218 | 17 |
| 10. | «Маннхаймер ЕРК» | 36 | 3   | 0 | 33  | 112:265 | 6  |

Скорочення: М = підсумкове місце, І = ігри, Пер = перемоги, Н = нічиї, Пор = поразки, Ш = закинуті та пропущені шайби, О = набрані очки

## Найкращий бомбардир
| Гравець    | Клуб           | І  | Г  | П  | О  |
| ---------- | -------------- | -- | -- | -- | -- |
| Петр Хейма | Дюссельдорф ЕГ | 36 | 34 | 20 | 54 |

## Склад чемпіонів
ХК Фюссен:
- Воротарі: Тоні Кехле, Гюнтер Кнаус, Вернер Зенґер
- Захисники: Йозеф Фьольк, Германн Фьольк, Гайнц Гейгер, Вернер Модес, Рудольф Таннер, Георг Хамбургер, Тео Шнайдер
- Нападники: Густав Ханіг, Гайнц Вайзенбах, Герберт Штовассер, Георг Шольц, Гюнтер Хадрачек, Клаус Его, Хорст Мейндль, Карлхайнц Еггер, Бернд Кун, Карлхайнц Голомб, Петер Нейман, Вольфганг Флассіґ, Рудольф Шнайдер
- Тренер: Зігфрід Шуберт